# Daguerreacris
Daguerreacris is een geslacht van rechtvleugeligen uit de familie Eumastacidae. De wetenschappelijke naam van dit geslacht is voor het eerst geldig gepubliceerd in 1970 door Descamps & Liebermann.

## Soorten
Het geslacht Daguerreacris  is monotypisch en omvat slechts de volgende soort:
- Daguerreacris tandiliae (Descamps & Liebermann, 1970)